# Porotrichum guatemalense
Porotrichum guatemalense là một loài Rêu trong họ Neckeraceae. Loài này được E.B. Bartram miêu tả khoa học đầu tiên năm 1946.